# Río Arenales
Pour les articles homonymes, voir Arenales.
Le río Arenales est un cours d'eau du nord-ouest de l'Argentine qui coule en province de Salta. C'est l'affluent principal du río Árias avec lequel il conflue en rive droite au niveau de la ville de Salta. C'est donc un sous-affluent du fleuve Paraná par le río Árias puis par le río Salado del Norte.

## Géographie
Le río Arenales naît de la confluence du río Potreros à droite à l'ouest, et de l'arroyo (ruisseau) Usuri à gauche à l'est. Le río Potreros, qui constitue son cours supérieur, a une orientation nord-sud entre les reliefs importants des Altos de Salamanca, à l'ouest, et le Cordón de Lesser, à l'est . 

## Villes traversées
- Salta, capitale de la province homonyme, où malheureusement le río encaisse une pollution maximale, aggravée par son faible débit.

## Les débits mensuels à Potrero de Diaz
Les débits de la rivière ont été observés sur une période de 4 ans (1949-1952) à la station hydrométrique de Potrero de Diaz, et ce pour une superficie prise en compte de 230 km2. 
À Potrero de Diaz, le débit annuel moyen ou module observé sur cette période était de 9,68 m3/s.
La lame d'eau écoulée dans cette portion - de loin la plus arrosée - du bassin versant atteint ainsi le chiffre très élevé de 1 328 millimètres par an.